# 백조 공주
《백조 공주》(The Swan Princess)는 미국에서 제작된 리처드 리치 감독의 1994년 애니메이션 영화이다. 잭 팰런스 등이 주연으로 출연하였고 자레드 F. 브라운 등이 제작에 참여하였다.

## 출연

### 주연
- 잭 팰런스
- 하워드 맥글린
- 미쉘 니카스트로
- 존 클리즈
- 스티븐 라이트

### 조연
- 스티브 비노비치
- 마크 하레릭
- 조엘 맥키넌 밀러
- 데이킨 매튜스
- 샌디 던칸
- 애덤 와일리
- 톰 앨런 로빈스
- 브라이언 니슨